# Mountbellew
Mountbellew (irl. an Creagán) – miasto w hrabstwie Galway w Irlandii.